# Blessed Black Wings
Blessed Black Wings è il terzo album del gruppo doom metal statunitense High on Fire. È stato pubblicato nel febbraio 2005 ed è il loro primo album prodotto da Steve Albini.
Il disco è stato pubblicato anche in doppio vinile e con una bonus track, una cover del brano Rapid Fire dei Judas Priest.

## Tracce
1. Devilution – 4:46
2. The Face of Oblivion – 6:36
3. Brother in the Wind – 5:40
4. Cometh Down Hessian – 5:14
5. Blessed Black Wings – 7:43
6. Anointing of Seer – 5:39
7. To Cross the Bridge – 7:20
8. Silver Back – 3:14
9. Sons of Thunder – 7:12
10. Rapid Fire (bonus track esclusiva dell'edizione in vinile)

## Formazione
- Matt Pike – voce, chitarra
- Den Kensel – batteria
- George Rice – basso